# Gomila pri Kogu
Gomila pri Kogu je naselje v Občini Ormož.